# Zygaspis dolichomenta
Zygaspis dolichomenta — вид плазунів з родини амфісбенових (Amphisbaenidae). Ендемік Демократичної Республіки Конго.

## Поширення і екологія
Zygaspis dolichomenta широко поширені на південному заході ДР Конго, в регіоні Майомбо. Вони живуть у вологих рівнинних тропічних лісах, на висоті до 400 м над рівнем моря.